# Richard Holt Hutton
Richard Holt Hutton (2 de Junho de 1826 - 9 de Setembro de 1897) foi um escritor inglês e teólogo. Filho de Joseph Hutton, Richard foi ministro unitário em Leeds, local onde nasceu. Sua família mudou-se para Londres em 1835, e ele foi educado no University College School e no University College London, onde começou uma longa amizade com Walter Bagehot, cujos trabalhos Richard publicou posteriormente. Ele conseguiu se graduar em 1845 e ganhou uma medalha de ouro pelos seus trabalhos em filosofia. Enquanto isso, Richard também estudou por curtos períodos em Heidelberg e em Berlim e, em 1847, entrou no Manchester New College para se tornar ministro religioso assim como seu pai. Lá, estudou sob os ensinamentos de James Martineau. Ele não foi, portanto, chamado para trabalhar em qualquer igreja e por algum tempo, seu futuro ficou incerto. Em 1851, ele se casou com Anne Roscoe, sua prima, e se tornou editor adjunto com J. L. Sanford do Inquirer, o principal órgão unitário. Suas inovações e pontos de vista não-convencionais sobre doutrinas unitárias estereotipadas causaram alarme e em 1853 ele renunciou. Sua saúde piorou e ele se mudou para as Índias Ocidentais. Lá, sua esposa morreu de febre amarela.
Em 1855, Hutton e Bagehot tornaram-se editores adjuntos no National Review, um novo periódico mensal que foi publicado por dez anos. Durante esta época, os pontos de vista teológicos de Hutton, influenciados diretamente por Frederick William Robertson e Frederick Maurice, gradualmente chegou perto àquelas da Igreja Anglicana, a quem por último ele se juntou. Entre suas obras, estão: Essays, Theological and Literary (1871) e Cristicisms on Contemporary Thought and Thinkers (1984).